# Satipoella ochroma
Satipoella ochroma är en skalbaggsart som beskrevs av Júlio 2003. Satipoella ochroma ingår i släktet Satipoella och familjen långhorningar. Inga underarter finns listade i Catalogue of Life.